# Estadio de la Liga Deportiva Cantonal de Saquisilí
El Estadio de la Liga Deportiva Cantonal de Saquisilí es un estadio multiusos. Está ubicado en la ciudad de Saquisilí, provincia de Cotopaxi. Fue inaugurado el 16 de febrero de 1968 Y Es usado para la práctica de fútbol amateur y como sede del fútbol de segunda categoría, tiene capacidad para 5000 espectadores. Está ubicado al norte de la Ciudad de latacunga a unos 15 minutos , y a 50 minutos de la Ciudad de Quito. 

## Historia
El estadio ha desempeñado un importante papel en el fútbol local, ya que los clubes saquisílences como el Club Atlético Saquisilí hacen de local en este escenario deportivo, que participan en la Segunda Categoría de Ecuador.
El estadio es sede de distintos eventos deportivos a nivel local, ya que también es usado para los campeonatos escolares de fútbol que se desarrollan en la ciudad en las distintas categorías, también puede ser usado para eventos culturales, artísticos, musicales de la localidad.
El estadio tiene instalaciones modernas con camerinos para árbitros, equipos local y visitante, zona de calentamiento, cabinas de prensa, y muchas más comodidades para los aficionados.
Además el recinto deportivo es sede de:
- Campeonatos Intercolegiales de fútbol.
- Entrenamientos disciplinas fútbol y atletismo.

El estadio también ha servido de sede para campeonatos de otros cantones como el de Guaytacama en el año 2011, at través de la Liga Deportiva Cantonal de Saquisilí se prestó el escenario deportivo para este evento de fútbol cantonal.